# تپه قلعه برجموری
تپه قلعه برجموری مربوط به سدهٔ ۳ تا ۸ هجری است و در شهرستان مشهد، روستای برجموری واقع شده و این اثر در تاریخ ۱۹ مرداد ۱۳۸۴ با شمارهٔ ثبت ۱۲۹۴۸ به‌عنوان یکی از آثار ملی ایران به ثبت رسیده است.